# Tschirnig
Tschirnig ist eine Ortschaft in der Gemeinde St. Georgen am Längsee im Bezirk Sankt Veit an der Glan in Kärnten (Österreich). Die Ortschaft hat 29 Einwohner (Stand 1. Jänner 2024). Sie liegt auf dem Gebiet der Katastralgemeinden Goggerwenig und Taggenbrunn.

## Lage
Die Ortschaft liegt im Süden des Bezirks Sankt Veit an der Glan, am Westrand der Gemeinde Sankt Georgen am Längsee, am Übergang vom Zollfeld zum Sankt Veiter Hügelland. Wenige hundert Meter nordöstlich der Ortschaft liegt die weithin sichtbare Burg Taggenbrunn. Tschirnig wird von der Kronprinz Rudolf-Bahn durchschnitten; zwischen Tschirnig und dem unweit westlich liegenden Bezirkshauptort Sankt Veit an der Glan verläuft die Klagenfurter Schnellstraße.

## Geschichte
Im Jahr 993 wurde Tschirnig als Suarzdorf (Schwarzdorf) erwähnt, was dem slowenischen Čirniće bzw. Čirnoviće entspricht. Aus dem 14. Jahrhundert sind Erwähnungen des Orts unter dem Namen Suerbikch und eines seiner Einwohner namens Ziernykch bekannt.
Seit der Bildung der politischen Gemeinden in Kärnten Mitte des 19. Jahrhunderts gehört der Ort zur Gemeinde Sankt Georgen am Längsee.
Seit dem Bau einer neuen Trassenführung für die Kronprinz-Rudolfbahn zwischen Launsdorf und Sankt Veit an der Glan führt die Eisenbahn durch den Ort. Für den Bahnbau wurde 1911 das alte Kirchlein Tschirnig abgetragen. Diese Filialkirche von St. Peter bei Taggenbrunn war ein romanischer Bau mit einem barocken Altar. Die Einrichtung der Kirche wurde zunächst vom Geschichtsverein für Kärnten übernommen; die Glocke wurde in den 1920er-Jahren eingeschmolzen, der Altar befindet sich heute in der Kapelle hl. Nikolaus in Kappel am Krappfeld.

## Bevölkerungsentwicklung
Für die Ortschaft zählte man folgende Einwohnerzahlen:
- 1846: 22 Einwohner[3]
- 1869: 3 Häuser, 27 Einwohner[4]
- 1880: 3 Häuser, 23 Einwohner[5]
- 1890: 3 Häuser, 19 Einwohner[6]
- 1900: 4 Häuser, 23 Einwohner[7]
- 1910: 6 Häuser, 35 Einwohner[8]
- 1923: 7 Häuser, 36 Einwohner[9]
- 1934: 42 Einwohner[10]
- 1961: 7 Häuser, 54 Einwohner[11]
- 2001: 9 Gebäude (davon 8 mit Hauptwohnsitz) mit 10 Wohnungen; 34 Einwohner und 3 Nebenwohnsitzfälle; 12 Haushalte; 1 Arbeitsstätte, 2 land- und forstwirtschaftliche Betriebe[12]
- 2011: 8 Gebäude, 33 Einwohner, 10 Haushalte, 1 Arbeitsstätte[13]
- 2021: 9 Gebäude, 27 Einwohner, 9 Haushalte, 3 Arbeitsstätten[14]